# Nenad Buljan
Nenad Buljan (Zagabria, 13 gennaio 1978) è un ex nuotatore croato.
Specializzato nello stile libero ha partecipato alle Olimpiadi di Atene 2004.